# 日暮籬
日暮籬是高橋留美子的漫畫作品《犬夜叉》中的主要登場角色之一。
- 聲優：雪野五月（日本）／王瑞芹、許淑嬪（半妖的夜叉姬）（台灣）／周文瑛（Animax）、曾佩儀（VCD）（香港）
- 第一代Sunday CM劇場聲優：岩男潤子
- 舞台劇演員：馬渕英俚可（日语：馬渕英俚可）

## 译名
中國大陸音譯為“日暮戈薇”，台灣及香港意譯为“日暮籬”。
日文原文“日暮かごめ”中的“かごめ”意指“笼目”，即呈現截半六边形密铺形狀的笼子图案；“籠目紋”即六芒星纹章，该角色出生时由于被其母发现胸口处有六芒星光耀，因此起了这个名字。“かごめ”可直译为“笼目”，但是用於姓名不雅，在姓名中可译为“笼女”。
事實上，日文歌謠“かごめ”也暗喻由竹籬圍成的刑場，同時也暗示著日暮かごめ是劊子手，是反派奈落和四魂之玉的終結者。

## 人物介紹
年齡15歲，桔梗死後500年轉世降生的少女，國中三年级學生。家裡是開神社，與祖父、母親、弟弟草太和一隻貓小胖（小蚋）住在一起。不拿手的科目為數學，能普通地下廚，但做出來的料理其實是外表好看，實際味道未知。
故事開始時有自我中心傾向，不懂得體諒他人，後期則智足多謀、真誠對待朋友與情敵。。
十五歲生日時不慎被妖怪百足妖婦拖入食骨之井而穿越時空來到戰國時代，帶回隨桔梗而逝的四魂之玉，並解開犬夜叉的封印。後來在奪回被妖怪屍舞烏鴉搶走的四魂之玉時，不小心射碎在屍舞烏鴉體內的四魂之玉，踏上收集四魂之玉碎片的旅程。在收集四魂之玉的過程中，對犬夜叉也漸漸有了好感，日久生情。
阿籬與桔梗的容貌相似，而且擁有著強大的靈力，射出的箭有著強大的破魔之力，能淨化妖邪瘴氣與解除鐵碎牙的變化，即使是奈落被擊中，也會導致絕大部份的驅體粉碎。可看出四魂之玉所發出的光芒與感受四魂之玉的氣息，同時擁有淨化受到污染的四魂之玉的力量。靈力遭四魂之玉內之曲靈封印，殺生丸消滅曲靈後，被封印的靈力才得以恢復。
後期因為通過梓山神靈的考驗，其破魔之力也得到強化，當她發射破魔箭矢，可無視距離、障礙物，直接重創奈落。
另外，阿籬也能將別人對她進行的詛咒彈回。用楓姥姥送給她的言靈念珠，令她只要說句「給我坐下！」(其實坐下兩字是當時阿籬慌亂時脫口而出的)，就能鎮壓犬夜叉。
在戰國時代著學校制服水手服，作者表示裙子長度控制在不會走光的程度。帶到戰國時代的物品為腳踏車及裝入大量行李的背包。
背包裝有課本、急救箱、食物及防水布，其超越時空之物也能解除時間凍結的法術。
阿籬在戰國時代的日子，爺爺總使用不同理由替她向學校請假，但為準備考高中即使身處戰國時代也絲毫不懈怠地用功讀書。成績在校內排行前30名以內，自從到了戰國時代成績每況愈下。平時成熟穩重，而在戀愛方面有時也會有和年齡相符的言行舉止。
於最終戰役打倒奈落後被拉入四魂之玉中，在隨後趕來身邊的犬夜叉陪同下，許下要四魂之玉消失的願望，便回到現代，然而食骨之井卻再也無法通往戰國時代。此後，渡過三年平凡的高中生活，畢業後，因希望見到犬夜叉使得食骨之井能再次通往戰國時代，最後與犬夜叉重逢。重返戰國時代後著巫女服，並向楓姥姥、地念兒等人研習藥草學及驅邪之術。
最初總和犬夜叉鬥嘴，但在戰鬥中克服困難的同時，不知不覺間變得兩情相悅。在現代與古代的徘徊中，最終選擇與犬夜叉一起生活在戰國時代。兩人育有一女諸葉。